# スプーム
スプーム(Spoom)は、通常のシャーベットよりも軽いシロップで作られた泡状のシャーベットである。固まり始めた時に、半量のイタリアメレンゲと混ぜる。シャーベットのように、フルーツジュース、ワイン、シェリー酒やポルト酒等から作り、（テーブルスプーンで数杯分のシャンパンをスプーンで上からかけて）トールグラスで提供する。名前は、イタリア語で泡を意味するスプーマに由来する。また、スプモーネは、イタリアにおいて卵白、香料、ホイップクリームから作る軽い泡状のアイスクリームである。

## 関連文献
Jourdan, Andrea (November 2011) (French). Spoom! Desserts envoûtants. ISBN 978-2-89472-589-4